# Barthélémy Tort de la Sonde
Barthélemy Tort de La Sonde (Peyriac-Minervois, 2 février 1738 - Bruxelles, 18 juillet 1818) est un négociant, secrétaire d'ambassade et publiciste qui a joué divers rôles lors de la Révolution française et fut impliqués dans plusieurs procès retentissants. 
Fils d'un tailleur de Montauban, il est élève au lycée Louis-le-Grand où il se lie avec Dumouriez et Valdec de Lessart. Après avoir occupé une place de musicien dans la ville paternelle, il succède à son beau-père dans un commerce de liqueurs et de limonades dans la région de Montauban en 1756. Il gagne Paris et entre au service du comte de Guines comme deuxième secrétaire en 1767. A ce titre, il l'accompagne dans ses ambassades de Berlin (1768) et de Londres (1770). Après un scandale retentissant qui l'oppose au comte, il est emprisonné à la Bastille. Le duc d'Aiguillon, nommé secrétaire d'État des Affaires étrangères le 6 juin 1771, prend le parti de Tort tandis que Marie-Antoinette soutient Guines. Ce dernier est finalement disculpé par une commission spéciale de conseillers d'État nommée par le roi, mais seulement par sept voix contre six. Libéré en 1772, de retour à Londres pour un temps où il entend plaider sa cause. A partir du mois d’avril 1777, Tort, relaxé, est hébergé et employé par le banquier James Bourdieu à Londres, où il vit sous le nom de Fabre. Il gagne Bruxelles en 1778 où il se livre à des opérations commerciales et financières avec les banquiers les plus en vue de l'époque. Il y installe de même une chapellerie et une distillerie de liqueurs. Il devient agent diplomatique du général  Lafayette lors de la révolution brabançonne. Sur la recommandation de Collot d'Herbois, il entre en contact avec le général Dumouriez, qu'il reçoit à sa table, avec Danton et Delacroix, représentants du peuple en mission en Belgique. Il se voit proposer l'approvisionnement en grain des armées de la République en Belgique pendant cinq mois en 1792. Un procès devait subvenir entre Tort et ses associés à l'issue de ce marché très lucratif. Ses liens avec Dumouriez lui valent deux incarcérations. La première par l'empereur d'Autriche ; la seconde lors de l'entrée des Français en Belgique. Considéré comme suspect d'émigration devant le tribunal militaire de Bruxelles, il est acquitté et renvoyé devant le tribunal révolutionnaire de Paris et incarcéré à La Conciergerie. Libéré, il regagne Bruxelles. 